# Mistrzostwa Afryki w Rugby 7 Kobiet 2007
Mistrzostwa Afryki w Rugby 7 Kobiet 2007 – drugie mistrzostwa Afryki w rugby 7 kobiet, oficjalne międzynarodowe zawody rugby 7 o randze mistrzostw kontynentu organizowane przez CAR mające na celu wyłonienie najlepszej żeńskiej reprezentacji narodowej w tej dyscyplinie sportu w Afryce, które odbyły się 16 czerwca 2007 roku na boisku Kyadondo Rugby Club w Kampali.
Dziesięć uczestniczących drużyn (pięć zespołów odrzuciło zaproszenia na turniej), w tym osiem reprezentacji narodowych, w pierwszej fazie rozgrywało spotkania systemem kołowym podzielone na dwie pięciozespołowe grupy, po czym nastąpiła faza pucharowa. Tytuł zdobyty rok wcześniej obroniła RPA, a reprezentująca ten kraj Natasha Hofmeester została wybrana najlepszą zawodniczką turnieju.

## Uczestnicy
- Grupa A
  -  Burundi
  -  Kenia
  -  Południowa Afryka
  - Uganda Select
  -  Zambia
- Grupa B
  - Pretoria University
  -  Rwanda
  -  Tunezja
  -  Uganda
  -  Zimbabwe

## Faza pucharowa

### Plate
| 16 czerwca 2007 | Zambia | 21:5 | Uganda Select | Kyadondo Rugby Club, Kampala |
| 16 czerwca 2007 |        | 21:5 |               | Kyadondo Rugby Club, Kampala |

### Cup
|  |                   |                   |                   |                   |    |        |        |       |
|  | Półfinał          | Półfinał          | Półfinał          |                   |    | Finał  | Finał  | Finał |
|  | Półfinał          | Półfinał          | Półfinał          |                   |    | Finał  | Finał  | Finał |
|  | 16 czerwca 2007   |                   |                   |                   |    |        |        |       |
|  |                   |                   |                   |                   |    |        |        |       |
|  | Uganda            | Uganda            | 14                |                   |    |        |        |       |
|  | Uganda            | Uganda            | 14                | 16 czerwca 2007   |    |        |        |       |
|  | Kenia             | Kenia             | 0                 |                   |    |        |        |       |
|  | Kenia             | Kenia             | 0                 |                   |    | Uganda | Uganda | 7     |
|  | 16 czerwca 2007   |                   |                   |                   |    | Uganda | Uganda | 7     |
|  |                   |                   | Południowa Afryka | Południowa Afryka | 20 |        |        |       |
|  | Południowa Afryka | Południowa Afryka | Południowa Afryka | Południowa Afryka | 20 | 34     |        |       |
|  | Południowa Afryka | Południowa Afryka |                   |                   |    |        |        |       |
|  | Tunezja           | Tunezja           | 0                 |                   |    |        |        |       |
|  | Tunezja           | Tunezja           | 0                 |                   |    |        |        |       |

| 16 czerwca 2007 | Uganda | 14:0 | Kenia | Kyadondo Rugby Club, Kampala |
| 16 czerwca 2007 |        | 14:0 |       | Kyadondo Rugby Club, Kampala |

| 16 czerwca 2007 | Południowa Afryka | 34:0 | Tunezja | Kyadondo Rugby Club, Kampala |
| 16 czerwca 2007 |                   | 34:0 |         | Kyadondo Rugby Club, Kampala |

| 16 czerwca 2007 | Uganda | 7:20 | Południowa Afryka | Kyadondo Rugby Club, Kampala |
| 16 czerwca 2007 |        | 7:20 |                   | Kyadondo Rugby Club, Kampala |

## Klasyfikacja końcowa
| Miejsce | Reprezentacja       |
| ------- | ------------------- |
| 1       | Południowa Afryka   |
| 2       | Uganda              |
| 3       | Kenia               |
| 4       | Tunezja             |
| 5       | Zambia              |
| 6       | Uganda Select       |
| 7       | Pretoria University |
| 8       | Zimbabwe            |
| 9       | Rwanda              |
| 10      | Burundi             |